# Souramont

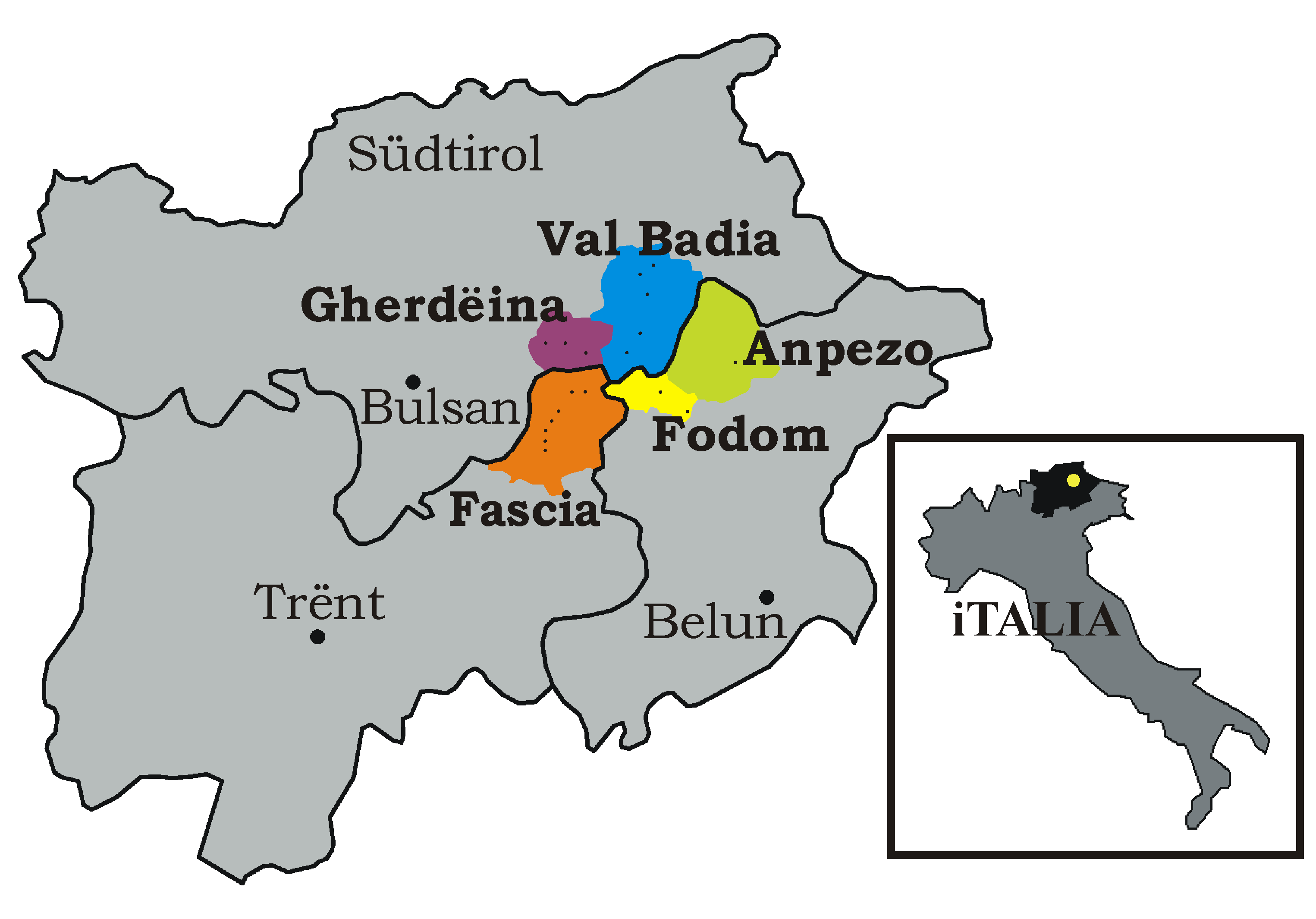
Die fünf Täler Ladiniens (ladinische Beschriftung)

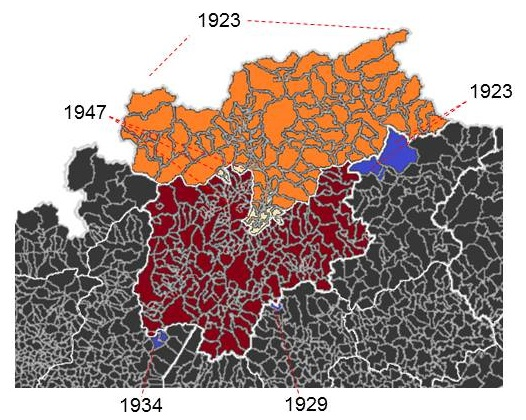
Gemeinden und das Jahr des Provinzwechsels

Mit dem Begriff Souramont (oft auch Suramunt) werden die beiden Buchensteiner Gemeinden Livinallongo del Col di Lana (ladinisch Fodom, deutsch Buchenstein) und Colle Santa Lucia (ladinisch Col oder Còl Santa Lizia, deutsch veraltet Verseil) sowie Cortina d’Ampezzo (ladinisch Anpezo oder Ampëz, deutsch veraltet Hayden) zusammengefasst. Nicht zu verwechseln mit der Belluneser Gemeinde Sovramonte.
Die drei Gemeinden waren bis nach dem Ersten Weltkrieg Teil Tirols und wurden 1923 der Provinz Belluno zugeschlagen. Wegen gering ausgeprägten Widerstands während der NS-Zeit, wegen fehlenden Verständnisses seitens Alcide De Gasperi und auch aus Angst vor einem neuen Pangermanismus wurde diese Zuordnung auch nach dem Zweiten Weltkrieg nicht revidiert. Die ursprünglich vorherrschende Ladinische Sprache wird in diesem Teil Ladiniens weniger gefördert und geschützt. Auch deshalb haben sich 2007 alle drei Gemeinden in einem Referendum für den Anschluss an Südtirol ausgesprochen. Dem Wunsch der Bevölkerung wurde bis heute nicht entsprochen. Allerdings hat die Europaregion Tirol–Südtirol–Trentino im Schwazer Dreierlandtag 2014 beschlossen, dem Souramont zur verstärkten Zusammenarbeit eine Beobachterrolle zuzugestehen.